# Ken Stabler
Kenneth Michael Stabler (Foley, 25 de diciembre de 1945 - 8 de julio de 2015) apodado "Snake", fue un Quarterback de fútbol americano en la National Football League (NFL) para los Oakland Raiders (1970-1979), Houston Oilers (1980-1981) y New Orleans Saints (1982-1984). Jugó fútbol americano universitario para la Universidad de Alabama en Tuscaloosa. Guio a los Raiders a la victoria en el Super Bowl XI, fue el Jugador Más Valioso de la NFL 1974 y fue seleccionado como mariscal de campo para el equipo All-Decade de la década de 1970 de la NFL. Stabler fue elegido póstumamente para el Salón de la Fama del Fútbol Americano Profesional en 2016.

## Carrera secundaria
Stabler se convirtió en un jugador de fútbol altamente promocionado en Foley High School en Foley, Alabama. Condujo a Foley a una marca de 29-1 en su carrera en el fútbol americano de la escuela secundaria, la única derrota contra Vigor High School. Era un atleta versátil, promediando 29 puntos por partido en baloncesto y sobresaliendo lo suficiente como pitcher zurdo en el béisbol para recibir ofertas de ligas menores de los Houston Astros y los New York Yankees. Él fue un all-American athlete. Durante su carrera en la escuela secundaria, se ganó su apodo de Snake por parte de su entrenador después de una carrera de touchdown larga y sinuosa.

## Estadísticas profesionales
Todas las estadísticas y logros son cortesía de la NFL, Oakland Raiders, Houston Oilers, New Orleans Saints y Pro-Football.

### Temporada regular
| Temporada | Equipo  | Juegos | PT  | Registro (V-D) | Pases | Pases | Pases | Pases  | Pases | Pases | Pases | Pases | Pases  | Acarreos | Acarreos | Acarreos | Acarreos | Acarreos | Capturas | Capturas | Fumbles | Fumbles |
| Temporada | Equipo  | Juegos | PT  | Registro (V-D) | Comp  | Att   | Pct   | Yds    | YPA   | Lg    | TD    | Int   | Índice | Att      | Yds      | Prom     | Lg       | TD       | Cap      | Yds      | Fum     | Perd    |
| --------- | ------- | ------ | --- | -------------- | ----- | ----- | ----- | ------ | ----- | ----- | ----- | ----- | ------ | -------- | -------- | -------- | -------- | -------- | -------- | -------- | ------- | ------- |
| 1970      | OAK     | 3      | 0   |                | 2     | 7     | 28.6  | 52     | 7.4   | 33    | 0     | 1     | 18.5   | 1        | -4       | -4.0     | -4       | 0        | 0        | 0        | --      | --      |
| 1971      | OAK     | 14     | 1   | 1-0-0          | 24    | 48    | 50.0  | 268    | 5.6   | 23    | 1     | 4     | 39.2   | 4        | 29       | 7.3      | 18       | 2        | 4        | 37       | --      | --      |
| 1972      | OAK     | 14     | 1   | 0-1-0          | 44    | 74    | 59.5  | 524    | 7.1   | 22    | 4     | 3     | 82.3   | 6        | 27       | 4.5      | 15       | 0        | 8        | 75       | --      | --      |
| 1973      | OAK     | 14     | 11  | 8-2-1          | 163   | 260   | 62.7  | 1997   | 7.7   | 80    | 14    | 10    | 88.3   | 21       | 101      | 4.8      | 13       | 0        | 34       | 261      | --      | --      |
| 1974      | OAK     | 14     | 13  | 11-2-0         | 178   | 310   | 57.4  | 2469   | 8.0   | 67    | 26    | 12    | 94.9   | 12       | -2       | -0.2     | 6        | 1        | 18       | 141      | --      | --      |
| 1975      | OAK     | 14     | 13  | 10-3-0         | 171   | 293   | 58.4  | 2296   | 7.8   | 53    | 16    | 24    | 67.4   | 6        | -5       | -0.8     | 0        | 0        | 19       | 202      | --      | --      |
| 1976      | OAK     | 12     | 12  | 11-1-0         | 194   | 291   | 66.7  | 2737   | 9.4   | 88    | 27    | 17    | 103.4  | 7        | -2       | -0.3     | 5        | 1        | 19       | 203      | --      | --      |
| 1977      | OAK     | 13     | 13  | 10-3-0         | 169   | 294   | 57.5  | 2176   | 7.4   | 44    | 20    | 20    | 75.2   | 3        | -3       | -1.0     | 0        | 0        | 16       | 141      | --      | --      |
| 1978      | OAK     | 16     | 16  | 9-7-0          | 237   | 406   | 58.4  | 2944   | 7.3   | 49    | 16    | 30    | 63.3   | 4        | 0        | 0.0      | 0        | 0        | 37       | 347      | --      | --      |
| 1979      | OAK     | 16     | 16  | 9-7-0          | 304   | 498   | 61.0  | 3615   | 7.3   | 66    | 26    | 22    | 82.2   | 16       | -4       | -0.3     | 13       | 0        | 34       | 284      | --      | --      |
| 1980      | HOU     | 16     | 16  | 11-5-0         | 293   | 457   | 64.1  | 3202   | 7.0   | 79    | 13    | 28    | 68.7   | 15       | -22      | -1.5     | 0        | 0        | 27       | 264      | --      | --      |
| 1981      | HOU     | 13     | 12  | 5-7-0          | 165   | 285   | 57.9  | 1988   | 7.0   | 71    | 14    | 18    | 69.5   | 10       | -3       | -0.3     | 4        | 0        | 29       | 254      | --      | --      |
| 1982      | NO      | 8      | 8   | 4-4-0          | 117   | 189   | 61.9  | 1343   | 7.1   | 48    | 6     | 10    | 71.8   | 3        | -4       | -1.3     | 0        | 0        | 13       | 106      | --      | --      |
| 1983      | NO      | 14     | 14  | 7-7-0          | 176   | 311   | 56.6  | 1988   | 6.4   | 48    | 9     | 18    | 61.4   | 9        | -14      | -1.6     | 0        | 0        | 18       | 159      | --      | --      |
| 1984      | NO      | 3      | 0   |                | 33    | 70    | 47.1  | 339    | 4.8   | 29    | 2     | 5     | 41.3   | 1        | -1       | -1.0     | -1       | 0        | 5        | 40       | --      | --      |
| Carrera   | Carrera | 184    | 146 | 96-49-1        | 2,270 | 3,793 | 59.8  | 27,938 | 7.4   | 88    | 194   | 222   | 75.3   | 118      | 93       | 0.8      | 18       | 4        | 281      | 2,514    | --      | --      |

### Playoffs
| Temporada | Equipo  | Juegos | Registro (V-D) | Pases | Pases | Pases | Pases | Pases | Pases | Pases | Pases | Pases  | Acarreos | Acarreos | Acarreos | Acarreos | Acarreos | Capturas | Capturas | Fumbles | Fumbles |
| Temporada | Equipo  | Juegos | Registro (V-D) | Comp  | Att   | Pct   | Yds   | YPA   | Lg    | TD    | Int   | Índice | Att      | Yds      | Prom     | Lg       | TD       | Cap      | Yds      | Fum     | Perd    |
| --------- | ------- | ------ | -------------- | ----- | ----- | ----- | ----- | ----- | ----- | ----- | ----- | ------ | -------- | -------- | -------- | -------- | -------- | -------- | -------- | ------- | ------- |
| 1972      | OAK     | 1      | 0-1-0          | 6     | 12    | 50.0  | 57    | 4.8   | 12    | 0     | 0     | 63.5   | 1        | 30       | 30.0     | 30       | 1        | 0        | 0        | --      | --      |
| 1973      | OAK     | 2      | 0-1-0          | 29    | 40    | 72.5  | 271   | 6.8   | 25    | 1     | 1     | 88.6   | 0        | 0        | 0.0      | 0        | 0        | 0        | 0        | --      | --      |
| 1974      | OAK     | 2      | 0-1-0          | 39    | 66    | 59.1  | 564   | 8.5   | 72    | 5     | 4     | 86.9   | 4        | 7        | 1.8      | 6        | 0        | 0        | 0        | --      | --      |
| 1975      | OAK     | 2      | 0-1-0          | 35    | 65    | 53.8  | 445   | 6.8   | 37    | 4     | 3     | 76.8   | 2        | -4       | -2.0     | -2       | 0        | 0        | 0        | --      | --      |
| 1976      | OAK     | 3      | 0-1-0          | 41    | 67    | 61.2  | 501   | 7.5   | 48    | 4     | 0     | 104.1  | 1        | 1        | 1.0      | 1        | 1        | 0        | 0        | --      | --      |
| 1977      | OAK     | 2      | 0-1-0          | 38    | 75    | 50.7  | 560   | 7.5   | 42    | 5     | 3     | 81.0   | 0        | 0        | 0.0      | 0        | 0        | 0        | 0        | --      | --      |
| 1980      | HOU     | 1      | 0-1-0          | 15    | 26    | 57.7  | 243   | 9.3   | 39    | 0     | 2     | 57.1   | 0        | 0        | 0.0      | 0        | 0        | 0        | 0        | --      | --      |
| Carrera   | Carrera | 13     | 5-3            | 203   | 351   | 57.8  | 2,641 | 7.5   | 72    | 19    | 13    | 84.2   | 8        | 34       | 4.3      | 2        | 0        | 0        | 0        | --      | --      |

### Super Bowl
| Temporada | Equipo  | Rival   | Edición | Resultado | Pases | Pases | Pases | Pases | Pases | Pases | Pases | Pases | Pases  | Acarreos | Acarreos | Acarreos | Acarreos | Acarreos | Capturas | Capturas | Fumbles | Fumbles |
| Temporada | Equipo  | Rival   | Edición | Resultado | Comp  | Att   | Pct   | Yds   | YPA   | Lg    | TD    | Int   | Índice | Att      | Yds      | Prom     | Lg       | TD       | Cap      | Yds      | Fum     | Perd    |
| --------- | ------- | ------- | ------- | --------- | ----- | ----- | ----- | ----- | ----- | ----- | ----- | ----- | ------ | -------- | -------- | -------- | -------- | -------- | -------- | -------- | ------- | ------- |
| 1976      | OAK     | MIN     | XI      | V 32-14   | 12    | 19    | 63.16 | 180   | 9.47  | 48    | 1     | 0     | 111.7  | 0        | 0        | 0.0      | 0        | 0        | 0        | 0        | --      | --      |
| Carrera   | Carrera | Carrera | 1       | 1-0       | 12    | 19    | 63.16 | 180   | 9.47  | 48    | 1     | 0     | 117.7  | 0        | 0        | 0.0      | 0        | 0        | 0        | 0        | --      | --      |